# Relations entre la Géorgie et la Pologne
Les relations entre la Géorgie et la Pologne sont les relations extérieures entre la Géorgie et la Pologne.

## Histoire
Les liens documentés entre la Géorgie et la Pologne remontent au XVe siècle.
La Pologne et la Géorgie, toutes deux recréées après la Première guerre mondiale, nouent une brève alliance (en) en 1920-1921, avant que la Géorgie ne soit annexée par l'URSS. La relation diplomatique a été rétablie le 28 avril 1992, à la suite du rétablissement de la Géorgie indépendante en 1991. En 1993, un traité d'amitié et de coopération et un accord de coopération culturelle et scientifique ont été signés.
Les deux pays sont membres du Conseil de l'Europe, de l'Organisation mondiale du commerce et des Nations Unies.